# オールプロ
オールプロ（allpro）は、かつて東京都品川区にあった芸能プロダクション。2024年12月解散。

## オールプロ
主にAV女優のマネジメントを手掛けている芸能プロダクション。大阪にも事務所を持つ。2019年までの名称は「オールプロモーション」。
Japan production guild（日本プロダクション協会）加盟プロダクション。
2023年末までにBBTに屋号を変更。2024年4月、Alpに改称。
同年11月19日、所属する逢沢みゆが事務所が解散予定であり、移籍予定であることをSNSで明らかにした。
同年12月1日、逢沢が事務所解散を報告。

### 解散時の所属タレント
- 逢沢みゆ
- 稲荷ある
- 五日市芽依
- 井上綾子
- 宇野みれい
- 西條るり
- 桜もこ
- 椎木くるみ
- 詩月まどか
- 白峰ミウ
- 橘知花
- 月妃さら
- 夏夜える
- 羽田あい
- 宝生めい
- 矢埜愛茉

#### 過去の所属タレント
- 朝日りお
- 岡田ひなの
- 小野六花
- 加藤ツバキ
- 久遠れいら
- 倉木しおり
- 佐知子
- 七瀬アリス
- 八乃つばさ
- 花宮えま
- 広瀬りおな
- 藤森里穂
- 茉城まみ
- 松本菜奈実
- 夢見るぅ
- 若宮穂乃

## ARROWS
マネジメント事務所。2020年4月よりグループ入り。

## allcreate
主に映像制作を手掛けている。所属監督はソフトオンデマンド系列、エスワン、MOODYZなどのアウトビジョン系列、ケイ・エム・プロデュース系などのメーカーで幅広く活動。7つの監督チームを擁し、アダルトビデオ以外の映像制作も手掛ける。略称はALC。社名としてはATW。

### 所属監督
- TAKE-D
- Ryo極
- FLAGMAN
- 望遠鏡
- 真咲南朋
- K*WEST
- WILD・SEVEN

### 過去の所属監督
- ヘビースモーキー石井

## ALL GROUP
グループ統括企業。品川、港区、渋谷などにレンタル・ハウススタジオを持ち、その経営管理と他企業の経理・経営コンサルタント業務を手掛ける。スタジオ運営はアダルト分野だけでなく、地上波テレビ局などマスメディアでも実績がある。
2020年1月にウェブサイトをリニューアルし、「アダルト業界内の全てのメディアを網羅するブランディング・エージェンシー」との一文が記述された。
取り扱いメーカーとして、当初FALENOについてフルスタックサポートしている旨の記載があったが、2023年の時点で削除されている。

## 81plus
おもにデザインワーク業、インターネットメディア事業を手掛ける。2021年よりグループ企業であることを公表。写真、商品パッケージなど平面デザインだけでなく、グループ企業と合わせた180度3DVR、音楽を合わせた総合デザインに対応。社名の読みは「エイティワンプラス」
2016年よりVRなど仮想現実を扱うニュースメディアサイト「VRonWEBMEDIA」も運営する。

## レズれ！
2013年に始動した女性と女性の性交を扱う総合ビデオメーカー。スタート直後は二村ヒトシがメイン監督だった。のちにALC所属監督が担当。真咲南朋がメイン監督となる。
公式サイトトップに記載されているキャッチコピーは「見たいのは、女同士でしかイケないナイショの領域 」。

## Materiall
Materiall（マテリオル）は2021年に立ち上げられた「女優の素顔のエロスを表現する」アダルトビデオメーカー。
ブランド名は原料や材料という意味の「material」とALLグループの「all」を掛け合わせたもの。materiall（マテリオル）=素材のすべてを見せるという意味が込められている。
俗にいう企画単体女優をピックアップし、その女優に合わせた内容の作品にこだわりリリースする。Materiallプロデューサーは料理で例えると塩料理と述べている。第1弾は2021年11月24日配信開始、12月23日発売の月乃ルナ、松本いちか、藤森里穂、今井夏帆主演の4作品。
2024年3月、企画単体女優として活動していた松本菜奈実が、Materiallの専属女優となる。
全作配信先行という形でリリース。パッケージ作品はソフト・オン・デマンドの流通が使用される。同年12月26日に秋葉原にて発売イベントが行われた。